# Canton de Neuilly-le-Réal
Le canton de Neuilly-le-Réal est une ancienne division administrative française située dans le département de l'Allier et la région Auvergne.

## Géographie
Ce canton était organisé autour de Neuilly-le-Réal dans l'arrondissement de Moulins. Son altitude variait de 209 m (Bessay-sur-Allier) à 308 m (Saint-Voir) pour une altitude moyenne de 261 m.

## Histoire
À la suite du redécoupage des cantons de 2014 du département de l'Allier,, le canton est supprimé : ses communes sont rattachées au nouveau canton de Moulins-2.

## Représentation

### Conseillers généraux de 1833 à 2015
| Période | Période                   | Identité                         | Étiquette              | Qualité |
| ------- | ------------------------- | -------------------------------- | ---------------------- | --- |
| 1833    | 1848                      | Jules Saulnier                   |                        | Notaire à Moulins Propriétaire à Neuilly-le-Réal                                                                      |
| 1848    | 1852 (démission)          | Pierre-Henri Dubreuil            |                        | Propriétaire et maire de Bessay                                                                                       |
| 1852    | 1855                      | Jean-François Tortel (1801-1883) |                        | Propriétaire et maire de Chapeau                                                                                      |
| 1855    | 1871                      | Jules Saulnier (fils)            |                        | Juge de paix à Moulins Propriétaire à Neuilly-le-Réal                                                                 |
| 1871    | 1875 (décès)              | Gilbert Saulnier (1820-1875)     |                        | Notaire, maire de Moulins, censeur de la Banque de France Propriétaire à Neuilly-le-Réal                              |
| 1875    | 1877                      | Joseph Roy de l'Ecluse           | Droite                 | Ancien officier, agriculteur Maire de Neuilly-le-Réal                                                                 |
| 1877    | 1879 (démission)          | Charles-Gabriel Plainchant       | Républicain            | Ancien adjoint au maire de Moulins Propriétaire à Neuilly-le-Réal                                                     |
| 1879    | 1883                      | Léon Bruel (1835-1909)           | Républicain            | Docteur en médecine à Moulins Propriétaire à Neuilly-le-Réal                                                          |
| 1883    | 1884 (décès)              | Pierre-Félix Fouquet             | Droite                 | Ingénieur civil Propriétaire et maire de Saint-Voir                                                                   |
| 1885    | 1885 (décès)              | Jules Saulnier                   |                        | Ancien vice-président du Tribunal de Moulins                                                                          |
| 1885    | 1889                      | Gabriel Vigne                    | Républicain            | Avoué Ancien maire de Moulins Ancien conseiller général du Canton de Varennes-sur-Allier                              |
| 1889    | 1895                      | Henri Olivier                    | Droite                 | Ingénieur agronome Agriculteur Adjoint au maire de La Ferté-Hauterive, ancien conseiller d'arrondissement             |
| 1895    | 1904 (décès)              | Claude Fayet                     | Rad.                   | Sabotier - Maire de Neuilly-le-Réal                                                                                   |
| 1904    | 1919                      | François-Paul Girard             | Rad.                   | Agriculteur - Maire de Bessay-sur-Allier                                                                              |
| 1919    | 1931                      | Jean Dodat                       | Rad.-RG                | Agriculteur-exploitant à La Ferté-Hauterive, puis à Bessay-sur-Allier Député (1919-1924)                              |
| 1931    | 1941 (démission d'office) | Pierre Roux-Berger (1885-1942)   | SFIO                   | Ingénieur Conseiller municipal de Montbeugny, ancien conseiller d'arrondissement Révoqué par le Gouvernement de Vichy |
|         |                           |                                  |                        | |
| 1945    | 1951                      | Jacques Cantat (1892-1974)       | SFIO                   | Cultivateur Maire de Saint-Voir (1935-1942), ancien conseiller d'arrondissement                                       |
| 1951    | 1958                      | Pierre Forest (1906-1975)        | SFIO                   | Artisan menuisier-charron Maire de Montbeugny                                                                         |
| 1958    | 1988                      | François Fontaine                | CNIP puis CDP puis DVD | Docteur vétérinaire Maire de Bessay-sur-Allier (1959-1989)                                                            |
| 1988    | 2001                      | Jean Delmas                      | DVD                    | Docteur en médecine Maire de Neuilly-le-Réal                                                                          |
| 2001    | 2015                      | Lucien Gonnot                    | URB-DVD                | Responsable de service à la Chambre des métiers de l'Allier Maire de Neuilly-le-Réal (1995-2014)                      |

### Conseillers d'arrondissement (de 1833 à 1940)
| Période                                  | Période          | Identité                       | Étiquette    | Qualité |
| ---------------------------------------- | ---------------- | ------------------------------ | ------------ | --- |
| 1833                                     | 1839             | Jacques Philippe Collas        |              | Adjoint au maire de La Ferté-Hauterive                                                                      |
| 1839                                     | 1845             | Antoine Alfred Roy de l'Écluse |              | Ancien officier, propriétaire à Moulins et à Neuilly-le-Réal                                                |
| 1845                                     | 1848             | Claude Antoine Thomié          |              | Maire de La Ferté-Hauterive                                                                                 |
|                                          |                  |                                |              | |
| 1880                                     | 1883 (démission) | Pierre-Félix Fouquet           | Conservateur | Propriétaire, maire de Saint-Voir                                                                           |
| 1883                                     | 1884 (démission) | Henri Olivier                  | Droite       | Ingénieur agronome, agriculteur, adjoint au maire de La Ferté-Hauterive                                     |
| 1884                                     | 1898             | Jean-Baptiste Tortel           | Conservateur | Maire de Montbeugny                                                                                         |
| 1898                                     | 1904             | Francis Barbier (1859-1927)    | Radical      | Avocat, Bessay-sur-Allier                                                                                   |
| 1904                                     | 1910             | Antoine Nivière                | Radical      | Propriétaire agriculteur, maire de Gouise                                                                   |
| 1910                                     | 1919             | Agnan Lambert                  | SFIO         | Cultivateur, secrétaire du syndicat agricole, Mercy                                                         |
| 1919                                     | 1922             | Pierre Gouby                   | Radical      | Maire de Montbeugny                                                                                         |
| 1922                                     | 1931             | Pierre Roux-Berger             | SFIO         | Ingénieur, conseiller municipal de Montbeugny                                                               |
| 1931                                     | 1940             | Jacques Cantat                 | SFIO         | Cultivateur, maire de Saint-Voir (1935-1942)                                                                |
| 1940                                     |                  |                                |              | Les conseils d'arrondissement ont été suspendus par la loi du 12 octobre 1940 et n'ont jamais été réactivés |
| Les données manquantes sont à compléter. |                  |                                |              | |

Sources : Archives départementales de l'Allier, rubrique "Presse" - https://archives.allier.fr/archives-en-ligne/presse?arko_default_63e27309704a6--ficheFocus=

## Composition
Le canton de Neuilly-le-Réal regroupait neuf communes et comptait 5 139 habitants en 2012 (population municipale).
| Nom                         | Code Insee | Intercommunalité                 | Population (dernière pop. légale) |
| --------------------------- | ---------- | -------------------------------- | --------------------------------- |
| Neuilly-le-Réal (chef-lieu) | 03197      | CA Moulins Communauté            | 1 466 (2014)                      |
| Bessay-sur-Allier           | 03025      | CA Moulins Communauté            | 1 375 (2014)                      |
| Chapeau                     | 03054      | CA Moulins Communauté            | 228 (2014)                        |
| La Ferté-Hauterive          | 03114      | CC Saint-Pourçain Sioule Limagne | 293 (2014)                        |
| Gouise                      | 03124      | CA Moulins Communauté            | 232 (2014)                        |
| Mercy                       | 03171      | CC Entr'Allier Besbre et Loire   | 262 (2014)                        |
| Montbeugny                  | 03180      | CA Moulins Communauté            | 697 (2014)                        |
| Saint-Gérand-de-Vaux        | 03234      | CC Entr'Allier Besbre et Loire   | 397 (2014)                        |
| Saint-Voir                  | 03263      | CC Entr'Allier Besbre et Loire   | 194 (2014)                        |

## Démographie
| 1962  | 1968  | 1975  | 1982  | 1990  | 1999  | 2006  | 2011  | 2012  |
| ----- | ----- | ----- | ----- | ----- | ----- | ----- | ----- | ----- |
| 5 497 | 5 314 | 4 685 | 4 919 | 4 982 | 4 908 | 4 981 | 5 129 | 5 139 |